# Военно-морские силы Народно-освободительной армии Югославии
Военно-морские силы Народно-освободительной армии Югославии (серб. Морнарица Народноослободилачке војске Југославије) — подразделение морских сил Народно-освободительной армии Югославии, образованное 19 сентября 1942. Эти военно-морские силы участвовали активно в Народно-освободительной войне Югославии, ведя боевые действия в Адриатическом море и на реках, протекавших по территории Югославии. Первая военно-морская единица была образована в Далмации из рыбацких лодок 19 сентября 1942. Первым главнокомандующим флота стал Велимир Шкорпик, Народный герой Югославии. По ходу войны флот НОАЮ развивался и к концу 1943 года представлял собой довольно мощную силу. После капитуляции Италии многие итальянские суда были захвачены партизанами. 1 марта 1945 флот НОАЮ был официально преобразован в Военно-морские силы СФРЮ.
К концу войны в ВМС НОАЮ насчитывалось 11 вооружённых судов, официально состоявших во флотах других государств, 8 вооружённых кораблей (они носили соответствующее имя NB или Naoružani brod), 66 (или 51) патрульных катеров (соответствующее имя PČ или Patrolni čamac), 24 парохода, 19 спасательных кораблей и 159 (или 269) моторных лодок и вспомогательных кораблей. Личный состав насчитывал 14 тысяч человек из 9 батальонов. В ходе боёв 65 вражеских судов было захвачено и 70 повреждено. Роль югославского флота многими историками оценивается скептически, поскольку противниками морских сил югославских партизан были в основном ВМС Независимого государства Хорватии, составленные из трофейных судов Югославии и выкупленных у Италии, те же ВМС Италии, ослабленные авианалётами и торпедными атаками союзников и мониторы речных флотилий Германии и её сателлитов. Вместе с тем партизаны сыграли решающую роль в изгнании немецких и хорватских войск с островов в Адриатическом море и удержании захваченной территории.

## Зона боевых действий
Адриатическое море является частью Средиземного моря, расположенного между Балканским и Апеннинским полуостровами. В Адриатическом море находится несколько тысяч островов, которые являлись отличным укрытием для небольших судов. Большинство крупных островов вытянуты в длину вдоль побережья и разделены узкими, но глубокими проливами, а береговая линия изрезана (поэтому на побережье Адриатики есть много узких и длинных заливов). Адриатика относится в Европе к районам с наименьшей облачностью, что также выражается в редких туманах и хорошей видимости. В бухтах в случае сильных ветров и ураганов, которые обычно длятся 3-4 суток, теоретически может укрыться любое судно. С военной точки зрения, эти природные условия теоретически были идеальными для партизанской войны на море и подходили для нанесения точечных ударов и последующего рассредоточения, действия малыми боевыми средствами и укрытия от воздействия противника.

## Хронология боевых действий

### 1941
Королевские военно-морские силы Югославии, несмотря на процесс реорганизации в 1930-е годы, выражавшийся в виде строительства новых кораблей, были недостаточно мощными: ударной силой являлись только четыре эсминца и четыре подводные лодки. 17 апреля 1941 года практически весь флот Югославии после подписания капитуляции был захвачен итальянцами, а территория страны разделена между странами оси. Адриатическое побережье оказалось почти целиком в руках итальянцев, лишь небольшой участок остался под контролем НГХ. Итальянцы занялись охраной водного района, выделив небольшие корабельные силы. Итальянский каботаж обеспечивался 60 захваченными пароходами и около сотни парусно-моторных судов, которые осуществили в 1942 году более 67 тысяч рейсов и перевезли 9,3 млн. тонн грузов.
После начала Народно-освободительной войны Югославии на море началась небольшая деятельность партизан, выражавшаяся в поставке отрядам на побережье или островах припасы. Несколько кораблей ВМС Италии были атакованы партизанами: те стремились помешать итальянскому каботажу, атакуя суда с берега, а также обеспечить снабжение своих отрядов и небольшие десантные и транспортные операции. Несмотря на небольшое количество операций, итальянцы не оказывали должного сопротивления. В течение 44 акций были атакованы около 80 кораблей, из них 2 были уничтожены, а 32 захвачены. Ещё 40 судов были обстреляны с суши из пулемётов и миномётов: личные составы несли потери, а корабли получали повреждения.

### 1942
26 июля 1942 года парусно-моторное судно «София», перевозившее около 80 жителей острова Малый Иж на принудительные работы, было атаковано партизанами. Была полностью перебита охрана, а партизаны не только освободили заложников, но ещё и убедили 250 человек с острова Малый Иж примкнуть к партизанам (группа ушла на остров Дуги-Оток). 11 августа без боя было взято парусно-моторное судно «Дукс». Но главным достижением за год стало образование 28 декабря 1942 года в Подгоре первой партизанской морской базы, где появился первый морской отряд численностью 150 человек. Там базировались моторное судно «Партизан» и парусное судно «Пионир». 31 декабря 1942 года партизаны предприняли рейд, в ходе которого в Неретванском проливе было захвачено пять итальянских кораблей и сожжено одно итальянское судно, в ответ на что итальянцы предприняли уже на следующий день нападение на базу в Подгоре с применением флота, авиации и десанта. Партизаны потеряли два судна, но базу отстояли.

### 1943
В феврале 1943 года итальянская авиация потопила патрульный корабль «Партизан», а «Пионир» продолжил боевые действия, атакуя итальянские корабли. Ответные действия итальянцев с привлечением сил трёх дивизий против морских частей НОАЮ закончились ничем. После капитуляции Италии 8 сентября 1943 года партизаны стали разоружать итальянские войска и заняли оккупированную итальянцами территорию. Немцы же перешли в решительное наступление, выступив 9 сентября в 4 часа утра силами пятью моторизованных колонн в сторону побережья. Атакам подверглись Задар, Шибеник, Сплит и Дубровник, и к вечеру немцы добрались до всех намеченных целей, кроме Сплита. Дальнейший десант застопорился, и до января 1944 года началось противостояние. В противостоянии немцев и партизан и те, и другие защищали морские коммуникации. Немцы осуществляли перевозки с сильным охранением, поэтому партизаны не решались нападать на немецкие конвои в связи с большим превосходством немецких сил: в случае нападений партизаны несли большие потери, также по ошибке союзные корабли и союзная авиация бомбили всех (и немцев, и партизан). Атаковать партизаны могли только отдельные парусно-моторные суда и слабо вооружённые пароходы.
Приказ Верховного главнокомандующего НОАЮ Иосипа Броза Тито гласил, чтобы все морские единицы НОАЮ и корабли перебазировались на остров Вис. Были учреждены несколько военно-морских отделов, на острове Хвар разместился 26 октября штаб морских сил НОАЮ (ранее морской отряд Северо-Далматинского побережья и островов). Суда были классифицированы по двум типам: NB (сербохорв. Naoružani brod — вооружённое судно) и PČ (сербохорв. Patrolni čamac — патрульный катер). Первые были парусно-моторными боевыми рыболовными судами или пассажирскими пароходами с водоизмещением 20-80 т, небольшими автоматическими пушками калибра 20 или 40 мм и пулемётами (кроме NB-11 Crvena zvijezda с водоизмещением 150 т и дополнительными двумя миномётами). Вторые являлись моторными судами с водоизмещением 3-30 т, вооружённые пулемётами (реже пушками). Посильную помощь партизанам в борьбе с немцами оказывали флот и авиация союзников: контролируемая союзниками авиабаза в Фодже усложнила боевые действия кригсмарине и флота НГХ.
27 сентября Сплит пал, гарнизон был эвакуирован на острова Шолта и Брач. 7 октября немцы вышли из Риеки и заняли территорию до Црквеницы. 13 ноября после бомбардировки острова Лошинь отряды численностью 200 человек с двумя танками и 10 бронеавтомобилей начали высадку на Лошинь при поддержке крейсера «Ниобе», одного миноносца и нескольких катеров. Основные силы партизан ушли на остров Црес на двух рыбачьих судах, но на переходе были повреждены авиацией и захвачены крейсером. В тот же день партизаны утратили контроль над островами Црес и Крк, сохранив за собой только небольшую часть далматинского побережья.
10 декабря партизаны в сопровождении корабля PČ-56 Partizan III предприняли высадку на остров Паг, но вскоре его оставили. 20 декабря они отразили при помощи артиллерии попытку десанта на остров Раб, но после захвата острова ушли на Дуги-Оток. Утром 22 декабря немцы организовали ещё одну высадку на партизанские позиции, атаковав остров Корчула силами 750-го полка 118-й егерской дивизии, и спустя два дня партизаны оставили остров, потеряв всю артиллерию. Вследствие этого партизаны вывели части 4-го и 5-го приморских секторов (Южная Далмация) на остров Вис, оставив отряды на крупных островах. На волне успеха немцы создали управление морскими силами «Юг», куда вошли захваченные итальянские корабли и суда, построенные во время войны на Адриатике, и доставленные из Германии суда. Они вошли в 9-ю флотилию миноносцев (семь бывших итальянских миноносцев), 10-ю десантную флотилию (40-50 паромов «Зибель» и танконосцев), транспортную флотилию (60-80 малых судов), флотилию тральщиков (6-8 штук), отряд торпедных катеров, флотилию ПВО и сторожевую флотилию (6-10 судов).

### 1944
20 января 1944 года Верховный штаб НОАЮ эвакуировался на остров Вис и организовал его оборону с союзниками. В руках партизан остались Дуги-Оток, Корнаты и Ластово (Кварнерские острова пришлось оставить). С острова Вис югославы атаковали немцев на островах и побережье, а ряд конвоев направлялся к этому острову, установив регулярную транспортную связь. С апреля там базировалась 1-я истребительная югославская эскадрилья, с июня — верховный штаб, а Вис стал главной базой ВМС НОАЮ. Они насчитывали к лету 10 больших парусно-моторных судов, 11 боевых кораблей типа NB, около 200 малых парусно-моторных судов и т.д. Проблема заключалась в невозможность ремонта кораблей.
С 19 по 26 апреля партизаны провели операцию по захвату островов Млет и Корчула: Корчульская десантная операция с 22 по 24 апреля закончилась изгнанием немцев с Корчулы (400 солдат убиты, 459 попали в плен). Партизаны потеряли 230 человек убитыми и ранеными, также ими было потеряно судно NB-7 Enare II, которое столкнулось с NB-8 Kornat и затем было затоплено после авианалёта люфтваффе. С 9 по 11 мая шла высадка на остров Шолта, с 31 мая по 5 июня — высадка на остров Брач, причём последняя осуществлялась при поддержке американцев и британцев. Захватить Брач не удалось: немцы потеряли в бою 350 убитыми и 250 пленными, партизаны и их союзники — свыше 500 убитыми и ранеными, а 11 мая немцами было торпедировано госпитальное судно «Marin II» с 65 людьми на борту.
8-й далматинский армейский корпус в сентябре 1944 года должен был приготовиться к тому, чтобы не дать немецкой группе армий «E», отрезанной в Греции от остальных сил, уйти по побережью к своим. Против 25 тысяч партизан 8-го корпуса было сосредоточено 40 тысяч солдат противника, но 8-й корпус решил очистить югославское побережье. Десантные операции на острова Корчула, Хвар, Брач, Шолта и полуостров Пелешац закончились к 24 сентября (17 сентября со второй попытки был освобождён Брач), а вскоре была очищена от вражеского присутствия материковая часть Южной Далмации. Но остров Вис оставался долгое время под ударом: до конца года в этом районе немцы нанесли несколько ударов. 23 октября четыре судна НОАЮ вступили в бой с тремя торпедными катерами у острова Маун, и единственный раз в ходе войны на Адриатике немцы применили торпеды без результатно. 14 декабря югославы и англичане совершили рейд на остров Паг, но британцы потеряли по возвращении с рейда эсминец «Олденхэм» со 113 членами экипажа.
Только в ноябре остров Вис оказался в тылу боевых действий, и югославы выбрали своей новой оперативной базой остров Ист во внешней линии Кварнерских островов. С 20 сентября там базировался штаб 2-го приморского оперативного секта, которому подчинялись пять флотилий (4 вооружённых корабля, 20 патрульных катеров и вспомогательных кораблей, с 21 октября — также три британских канонерки и два торпедных катера) и десантные силы в размере четырёх батальонов морской пехоты и ударной группы. Оказывали помощь 2-му приморскому корпусу британский флот и авиация. На тот момент акватория Кварнерских островов была напичкана немецкими минами.

### 1945

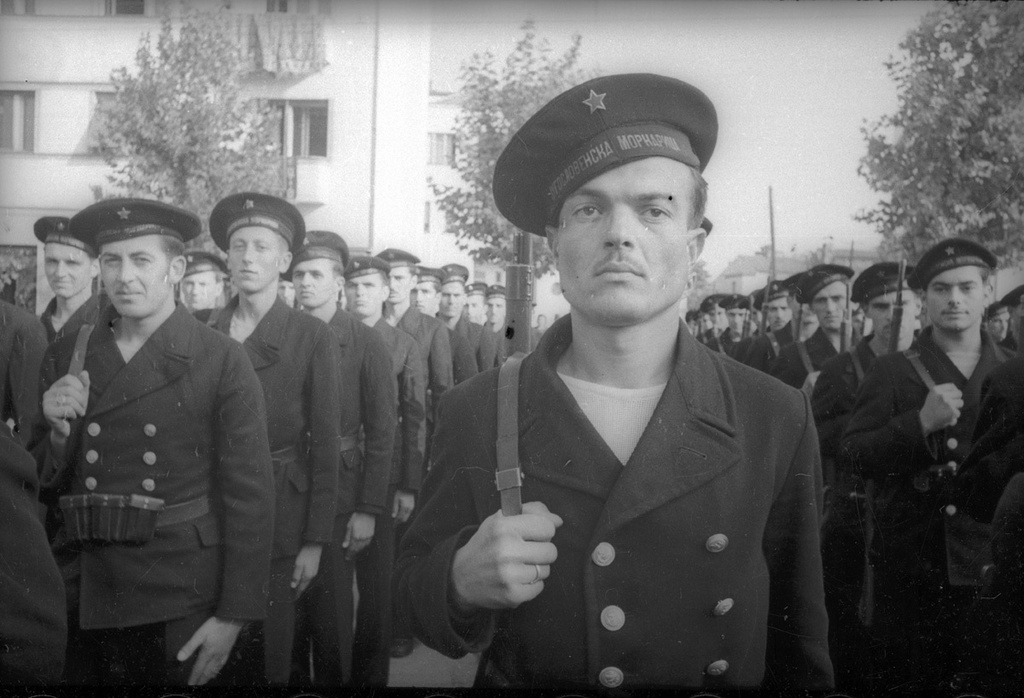
Моряки ВМС Югославии на параде, 1945 год

Весной 1945 года встреча маршалов И. Б. Тито (Югославия), Ф. И. Толбухина (СССР) и Х.Александера (Великобритания) в Белграде предусматривала участие военной флотилии в завершении войны на территории Югославии. 4 апреля совершилась высадка на остров Паг, 12 апреля — на Раб, 17 апреля — на Крк. В ночь с 28 на 29 апреля 1945 года югославский десант высадился на восток полуострова Истрия, застав врасплох немецкое командование, которое ожидало нападения с юго-запада. 5 мая 1945 года война на море завершилась входом боевых судов с Кварнерских островов в гавань Триеста.

## Потери
С момента капитуляции Италии югославские ВМС уничтожили три судна Германии и НГХ в морском бою, потопили 8 кораблей атаками с берега, захватили 13 в море и 10 с берега (англичане уничтожили 72 корабля и захватили 16; в конце войны союзники также потопили три миноносца). Югославы потеряли один NB-корабль, пять PC-катеров и пять других судов как захваченные немцами, по одному NB и PC и ещё пять судов были торпедированы, по четыре NB и PC и ещё девять судов были разбомблены авиацией, один NB и три судна подорвались на минах, по ошибке были союзниками уничтожены по два NB и PC и 13 других судов. В столкновениях погибли по два NB и PC и более 10 малых судов.

## Использовавшиеся корабли

### Вооружённые корабли (NB)[1]
| Бортовой номер и название | Орудия | Примечания |
| ------------------------- | --- | --- |
| NB-1 Krava                | 1 x 40-мм, 2 x 20-мм, 1 x 15-мм                                                                                        | Бывший немецкий корабль HZ-8, захвачен 20 декабря 1943 у острова Брач. Потоплен авиацией люфтваффе в Телащицком заливе 20 марта 1944. |
| NB-2 Koča                 | 1 x 40-мм, 2 x 20-мм, 1 x 15-мм (или 2 x 8-мм пулемёты)                                                                | Бывший немецкий корабль HZ-9, захвачен 20 декабря 1943 у острова Брач. Торпедирован немецкими торпедными катерами S-36 и S-61 в Ластовском канале 18 марта 1944. |
| NB-3 Jadran               | 1 x 47-мм, 3 x 20-мм, 1x4 12,7-мм пулемёты, 2x2 12,7-мм пулемёты, 1 x РСЗО                                             | Бывшее рыболовецкое судно, 5 января 1944 уничтожило немецкий тральщик Pašman, после войны продолжило работу как рыболовецкое судно. |
| NB-4 Topčider             | 1 x 40-мм, 2 x 20-мм                                                                                                   | Бывшее судно по перевозу вина. Партизанами использовался как вооружённый корабль, в конце войны переоборудован в морской госпиталь на 24 человека и переименован в BB-4 Topčider. С лета 1946 года вернулся к своей предыдущей деятельности. |
| NB-5 Ivan                 | 2 x 20-мм, 6 x 8 мм пулемёты                                                                                           | Бывший американский охотник за подводными лодками SC-1. Захвачен партизанами во время попытки итальянских солдат угнать судно. Потоплен авиацией люфтваффе у острова Хвар 27 декабря 1943. |
| NB-6 Napredak             | 1 x 40-мм, 2 x 20-мм, 4 x 8-мм пулемёты                                                                                | В ночь с 9 по 10 октября 1943 участвовал в захвате рыболовецкого судна Sveti Nikola, несшего службу в ВМС НГХ (число убитых и раненых солдат противника составило 30 человек). 18 марта 1944 при поддержке NB-1, PČ-2 и PČ-4 захватил немецкое судно KJ. Потоплен авиацией люфтваффе у острова Корнат 20 марта 1944. |
| NB-7 Enare II             | нет данных | Бывший паром, позднее рыболовецкое судно. 21 апреля 1944 у острова Млет столкнулся с дружественным NB-8, после авианалёта люфтваффе затоплен экипажем. |
| NB-8 Kornat               | 1 x 40-мм, 3 x 20-мм, 3 x 8-мм пулемёты                                                                                | Бывшее рыболовецкое судно. В ночь с 1 на 2 июня 1944 участвовал в столкновении с четырьмя немецкими катерами S-153, S-155, S-156 и S-157. 28 июля 1944 сел на мель и сожжён экипажем. |
| NB-9 Biokovac             | 1 x 40-мм, 3 x 20-мм, 3 x 8-мм пулемёты                                                                                | Бывший итальянский патрульный катер, захвачен партизанами в сентябре 1943 года. В ночь с 8 на 9 декабря 1943 при помощи PČ-54 захватил усташский корабль Jadro. В ночь с 19 на 20 февраля 1944 по ошибке потоплен британскими эсминцами. |
| NB-10 Sloga               | 1 x 20-мм, 3 x 8-мм пулемёты                                                                                           | Бывший транспорт и грузовой корабль. 8 января 1944 захвачен немцами. Повреждён авиацией союзников и долго ремонтировался. В сентябре 1944 года после бегства немцев с Корчулы затоплен. |
| NB-11 Crvena zvijezda     | 1944: 1 x 40-мм, 1 x 37-мм, 7 x 20-мм, 81-мм миномёт и лёгкий миномёт 1945: 2 x 37-мм, 6 x 20-мм, 4 x 12,7-мм пулемёты | Бывшее немецкое судно Anton, захвачено 27 (или 30 апреля) 1944 у острова Олиб в заливе Святого Николы судами PČ-3 и PČ-4. 1 апреля 1945 у острова Сисак столкнулся с миной и затонул (погибло 22 человека). |
| NB-12 Borac               | нет данных | Бывший итальянский паром, захвачен союзниками и передан партизанами в знак извинения за ошибочно потопленные корабли. После войны под именем Partizan-II патрулировал побережье полуострова Истрия, позднее передан рыболовному хозяйству. |
| NB-13 Partizan            | 2 x 40-мм, 3 x 20-мм, 2 x 8-мм                                                                                         | Бывшее рыболовное судно. Самый тяжеловооружённый корабль партизанских ВМС. 9 октября 1944 у острова Паг потопил корабль Angelina и захватил корабль Adriana. 24 октября 1944 у острова Олиб по ошибке разбомблен и потоплен союзной авиацией. |
| NB-14 Pionir              | 2 x 40-мм, 1x2 x 20-мм, 2x2 12,7-мм пулемёты                                                                           | Бывшее немецкое судно, 14 апреля 1944 разбомблено союзной авиацией. Через 4 месяца поднят со дна партизанами и переоборудован в вооружённый корабль. С 22 по 23 октября 1944 у острова Маун вёл бой против немецких охотников за подводными лодками UJ-202 и UJ-209, 1 ноября при помощи британских эсминцев HMS Wheatland и HMS Avon Vale уничтожил немецкие корабли. После войны использовался как грузовой корабль, позднее списан и пущен на слом. |
| NB-15                     | 2x2 12,7-мм пулемёты                                                                                                   | Бывший немецкий десантный корабль KJ-8, потоплен в марте-апреле 1944 года авиацией союзников. 11 августа 1944 захвачен партизанами, долго ремонтировался и только 7 марта 1945 введён в строй. Использовался позднее для подготовки морской пехоты, в 1949 году выведен из состава флота. |
| NB Partizanka             | 3 x 20-мм, 2 x РСЗО | Бывшая элитная яхта Lala IV, захвачена партизанами. После войны с корабля сняли оружие и переименовали в Biserka, использовался в качестве вспомогательного корабля до 1969. |

### Патрульные катера (PČ)[2]
| Бортовой номер и название | Орудия                                                                   | Примечания |
| ------------------------- | ------------------------------------------------------------------------ | --- |
| PČ-1 Jadran               | 2 x 20-мм, 2 x 12,7-мм зенитные пулемёты                                 | 3 января 1944 с PČ-3 атаковал пароход Slavija в Винодольском канале, с 24 по 25 января 1944 с тем же PČ-3 уничтожил буксир Constante у острова Олиб (экипаж сдался без боя). |
| PČ-2 Macola               | 40-мм, 2 x 20-мм, 2x2 12,7-мм зенитные пулемёты                          | Катером при помощи PČ-3 уничтожены суда Marie Jose и Harealis (27/28 февраля 1944), Angelina (9 октября 1944), оба у острова Паг; захвачен катер KJ-8 (18 марта 1944 у острова Молат) и транспорт Felice (29 июля 1944 у острова Ист).                                                   |
| PČ-3 Škampo               | 40-мм, 2 x 20-мм, 2x2 12,7-мм зенитные пулемёты                          | 10 и 12 декабря 1943 повредил пароходы в Велебите; участвовал с PČ-1 в атаке парохода Slavija и уничтожении буксира Constante, с PČ-3 в уничтожении судов Marie Jose и Harealis, 27 апреля 1944 с PČ-4 захватил судно Anton у острова Олиб.                                              |
| PČ-4 Junak                | 2 x 20-мм, 12,7-мм зенитный пулемёт, 7,9-мм пулемёт                      | 18 марта 1944 с кораблями NB-1, NB-6 и PČ-2 захватил немецкое судно KJ-8 у острова Молат. 27 апреля 1944 с PČ-3 захватил судно Anton у острова Олиб. 29 июля 1944 с PČ-2 и PČ-71 захватил грузовое судно Felice у острова Ист.                                                           |
| PČ-5                      | 8-мм пулемёт, два лёгких пулемёта                                        | Потоплен авиацией люфтваффе 23 марта 1944 у Дуги-Отока. |
| PČ-6 Šumar                | 20-мм, 12,7-мм зенитный пулемёт                                          | Бывший немецкий штурмовой катер, захвачен в 1944 году. 22 июля 1944 с PČ-2 атаковал и повредил пароход Bonn у Маслиняка. |
| PČ-7 Osvetnik             | 20-мм, 12,7-мм пулемёт                                                   | Бывший немецкий штурмовой катер, захвачен в 1944 году. |
| PČ-8 Udarnik              | 2 x 12,7-мм пулемёты, 15-мм пулемёт                                      | Бывший немецкий штурмовой катер, захвачен в 1944 году. |
| PČ-21 Miran               | 40-мм, 2 x 20-мм, 1x2 12,7-мм пулемёт, 2 x 8-мм пулемёты, 81-мм миномёт  | С PČ-22 участвовал в атаке вражеского судна в Среднем проливе (11 ноября 1943), захвате корабля San Antonio в Сеструне (5—6 апреля 1944), атаке кораблей A-302 и A-91 в Вргадском проливе (7—8 апреля 1944), захвате кораблей Giuliana и Emilia в проливе Сильба (22—23 апреля 1944).    |
| PČ-22 Streljko            | 40-мм, 2 x 20-мм, 2 x 8-мм пулемёты и 81-мм миномёт                      | В одиночку захватил у острова Молат 28 февраля 1944 судно Giuseppe Cesario, а также вёл бои в Муртерском проливе против тральщиков R-15 и R-16 с 5 по 6 августа 1944; с PČ-21 участвовал в атаках в Среднем и Вргадском проливах, захватах кораблей San Atniono, Guiuliana и Emilia.     |
| PČ-23 Sloga               | 40-мм, 2 x 20-мм, 1x2 12,7-мм пулемёт, 2 x 8-мм пулемёты и 81-мм миномёт | |
| PČ-24 Marjan              | 40-мм, 2 x 20-мм, 2 x 8-мм пулемёты и 81-мм миномёт                      | С 22 по 23 октября 1944 вёл при помощи NB-14 и PČ-2 бой против немецких охотников за ПЛ UJ-202 и UJ-208 (бывшие итальянские корветы). 27 декабря 1944 потопил немецкое десантное судно в гавани Святого Петра.                                                                           |
| PČ-25 Sveti Nikola        | нет данных                                                               | Транспортное судно. |
| PČ-26 Zadar               | 20-мм и 2 x 8-мм пулемёты                                                | |
| PČ-27 Edison I            | 3 x 20-мм и 2 x 8-мм пулемёты                                            | |
| PČ-27 Andjeljko II        | 20-мм                                                                    | 24 февраля 1945 в Шибенике затонул после взрыва боеприпасов |
| PČ-41 Napredak            | 8-мм пулемёт                                                             | 20 декабря 1943 при поддержке PČ-42, PČ-43, PČ-53 и британского MTB-649 у мыса Пелегрин захватили два немецких корабля. |
| PČ-42                     | 8-мм пулемёт                                                             | 20 декабря 1943 при поддержке PČ-41, PČ-43, PČ-53 и британского MTB-649 у мыса Пелегрин захватили два немецких корабля. |
| PČ-43 Napred              | 8-мм пулемёт                                                             | 20 декабря 1943 при поддержке PČ-41, PČ-42, PČ-53 и британского MTB-649 у мыса Пелегрин захватили два немецких корабля. |
| PČ-44 Đurzor              | 8-мм пулемёт                                                             | |
| PČ-45 Batoš               | 8-мм пулемёт                                                             | |
| PČ-46 Sveti Juraj         | 8-мм пулемёт                                                             | 29 августа 1944 миномётным огнём с острова Брач потоплен немцами. |
| PČ-47 Sveti Nikola I      | 8-мм пулемёт                                                             | 29 августа 1944 артиллерийским огнём с острова Брач потоплен немцами у мыса Кабла (остров Хвар, 1 человек погиб). |
| PČ-48 Sveti-Nikola II     | 8-мм пулемёт                                                             | |
| PČ-49 Brač 2              | 8-мм пулемёт                                                             | |
| PČ-50 Brač 3              | 8-мм пулемёт                                                             | |
| PČ-51 Brač 4              | 2 x 8-мм пулемёты                                                        | |
| PČ-52 Brač 5              | 8-мм пулемёт                                                             | |
| PČ-53 Zora                | 2 x 20-мм, 1x2 12,7-мм пулемёты                                          | 20 декабря 1943 при поддержке PČ-41, PČ-42, PČ-43 и британского MTB-649 у мыса Пелегрин захватили два немецких корабля. 5 сентября 1944 в битве при Макарске участвовал в бою с немецким тральщиком R-12 и повредил его, хотя югославский экипаж сообщал об уничтожении немецкого судна. |
| PČ-54 Turist              | 20-мм, 2 x 8-мм пулемёты и 45-мм миномёт                                 | С 8 по 9 декабря 1943 при помощи NB-9 захватил усташский корабль Jadro. |
| PČ-55 Partizan II         | 8-мм пулемёт                                                             | |
| PČ-56 Partizan III        | 8-мм пулемёт, 7,6-мм лёгкий пулемёт                                      | Базировался в Врбовске (остров Хвар). |
| PČ-57 Pilotina            | 2 x 8-мм пулемёты                                                        | |
| PČ-58 Sagena              | 8-мм пулемёт                                                             | |
| PČ-59 Lapad               |                                                                          | Бывшее немецкое моторное судно, захвачено партизанами 12 октября 1943 у острова Шипан. В ночь с 9 на 10 марта 1944 по ошибке торпедирован двумя британскими катерами. |
| PČ-60 Vjekoslava II       | 8-мм пулемёт                                                             | Бывшее немецкое моторное судно, захвачено партизанами 12 октября 1943 у острова Шипан. |
| PČ-61 Udar                | нет данных                                                               | В ночь с 5 на 6 ноября 1943 атаковал немецкий пароход Sveti-Franjo (8 убитых, 5 раненых). 27 декабря 1943 у острова Хвар потоплен немецкой авиацией люфтваффе. |
| PČ-62 Ivo                 | 8-мм пулемёт и лёгкий пулемёт                                            | 27 сентября 1944 захвачен двумя или тремя немецкими кораблями. |
| PČ-62 Maus                | нет данных                                                               | Захвачен в Оребиче после бегства немцев. |
| PČ-63 Donec               | 2 x 20-мм                                                                | |
| PČ-64 Neutralni           | 8-мм пулемёт                                                             | 24 декабря 1943 у Корчулы торпедировал немецкий десантный корабль. |
| PČ-65 Sveti Nikola III    | 8-мм пулемёт                                                             | |
| PČ-66 Proleter            | 8-мм пулемёт                                                             | 9 февраля 1944 захвачен у острова Млет тремя немецкими катерами. |
| PČ-67 Kerč                | 8-мм пулемёт                                                             | 27 декабря 1943 у острова Хвар потоплен немецкой авиацией люфтваффе. |
| PČ-68 Badija              | 2 x 8-мм пулемёты                                                        | |
| PČ-69 Val                 | 8-мм пулемёт                                                             | |
| PČ-70 Mandina             | 8-мм пулемёт                                                             | 22 марта 1944 в Комизе у острова Вис потоплен немецкой авиацией люфтваффе. |
| PČ-71 Sveti Križ          | 8-мм пулемёт                                                             | 29 июля 1944 с катерами PČ-2 и PČ-4 захватил у острова Ист корабль Felice. |
| PČ-72 Cimbalo             | 8-мм пулемёт и лёгкий пулемёт                                            | |
| PČ-73 Pionir              | 8-мм пулемёт                                                             | 15 сентября 1944 у Драшницы потоплен тремя немецкими торпедными катерами. |
| PČ-74 Vesna               | 8-мм пулемёт                                                             | |
| PČ-75 Annie I             | 8-мм пулемёт и 3 лёгких пулемёта                                         | Отбуксирован с острова Колочеп, 12 сентября 1944 у острова Млет по ошибке разбомблен союзной авиацией. |
| PČ-76 MC 22               | нет данных                                                               | 31 мая 1944 в Олибе захвачен немецкими штурмовыми отрядами (трое убиты). |
| PČ-77 Margarita           | 8-мм пулемёт                                                             | |
| PČ-78 Mary                |                                                                          | Бывший немецкий катер Adler |
| PČ-79                     | 8-мм пулемёт                                                             | Бывший немецкий и хорватский катер KS-5, в ночь с 14 на 15 декабря 1944 угнан из Риеки. |
| PČ-80                     | 8-мм пулемёт                                                             | |
| PČ-81                     | 8-мм пулемёт                                                             | |
| PČ-82                     | 8-мм пулемёт                                                             | |

## Мнения о действии флота
Считается, что это была единственная партизанская война на море по организации и средствам. Югославские историки отмечают два основных момента войны: организацию военной флотилии НОАЮ и начало обороны острова Вис с союзниками. Создание базы на острове Вис позволило партизанами меньше зависеть от действий на суше, хотя и до этого НОАЮ выводила из-под удара основные силы приморских отрядов перед атаками немцев и итальянцев. Диапазон действий партизанского флота расширился после начала поставок от союзников. Историк И. Василевич отметил, что оперативно-тактические выводы трудно извлечь из боевых действий партизанского флота, но при этом война на Адриатике стала убедительным примером в сфере отношений «человек-техника», поскольку партизаны сумели нанести решающий удар и достичь успеха при помощи подручных средств.